# Trästatjärnen
Trästatjärnen är en sjö i Sollefteå kommun i Ångermanland och ingår i Ångermanälvens huvudavrinningsområde. Sjön har en area på 0,077 kvadratkilometer och ligger 300,1 meter över havet.

## Delavrinningsområde
Trästatjärnen ingår i det delavrinningsområde (699836-157089) som SMHI kallar för Utloppet av Öster-Vallsjön. Medelhöjden är 282 meter över havet och ytan är 25,14 kvadratkilometer. Det finns inga avrinningsområden uppströms utan avrinningsområdet är högsta punkten. Vallån som avvattnar avrinningsområdet har biflödesordning 3, vilket innebär att vattnet flödar genom totalt 3 vattendrag innan det når havet efter 52 kilometer. Avrinningsområdet består mestadels av skog (87 procent). Avrinningsområdet har 1,36 kvadratkilometer vattenytor vilket ger det en sjöprocent på 5,4 procent.